# Грива (Минская область)
Грива — деревня в Смолевичском районе Минской области Белоруссии. Входит в состав Драчковского сельсовета. Расположена в 32 км на юг от города Смолевичи, в 42 км от Минска, на р. Вожа (приток р. Волма).

## История

### В составеВКЛиРечи Посполитой
Впервые встречается на плане "генерального межевания " 1790 года.

### В составеРоссийской Империи
В 1800 году — деревня, 23 двора, 152 жителя, собственность Ляденского базилианского монастыря, в Игуменском уезде Минской губернии. В 1858 году деревня была собственностью казны. В ноябре 1864 года жители сделали самовольную высечку помещичьего леса. Согласно переписи 1897 года — деревня при казённом лесе Смиловичской волости, 40 дворов, 237 жителей. В начале XX века — 52 двора,287 жителей.

### После 1917
В 1917 году — 65 дворов, 368 жителей. С февраля по декабрь 1918 года оккупирована войсками кайзеровской Германии, с августа 1919 по июль 1920 — войсками Польши. С 1919 — в БССР. С 1924 года — в Драчковском сельсовете. В 1926 году — 76 дворов, 352 жителя. В 1930 году создан колхоз «Звезда». С конца июня 1941 по начало июля 1944 — оккупирована немецко-нацистскими войсками. В 1959 году проживало 384 жителя. В 1988 году было 110 хозяйств, 220 жителей, магазин, животноводческая ферма, в составе совхоза «Загорье».

### В настоящее время
В 1996 году было 90 хозяйств, 176 жителей. В 2013 году было 48 хозяйств, 101 житель.